# Fara (Bohdalov)
Fara, která stojí na katastrálním území Bohdalova v okrese Žďár nad Sázavou, byla zapsána v roce 1970 do Ústředního seznamu kulturních památek České republiky.

## Historie
Výstavba fary je spojena s rodem Collaltů, kteří nechali upravit kostel svatého Vavřince. Fara byla postavena v 18. století naproti kostelu, ke kterému je orientovaná jihozápadním podélným průčelím. V roce 2012 byl opraven střešní plášť a v roce 2019 byly opraveny podlahy.

## Popis
Fara je zděná přízemní budova postavena na půdorysu písmene L v několika obdobích. Nejstarší je zadní část upravována v první polovině 18. století, nejmladší pak přední část ve směru ke kostelu. Stavební materiál byl kámen a pálená cihla.
Fasáda ve dvorním traktu má dvě a jednu okenní osu. Okna jsou pravoúhlá v profilované šambráně a s návojovou parapetní římsou. Nad okny probíhá zalamovaná profilovaná římsa. Třemi schody přístupný pravoúhlý vchod (asymetrické umístění) má nadsvětlík a klenák ve vrcholu. V horní části nadpraží jsou kanelované pilastry s římsovou hlavicí a na nich je profilovaná římsa. Hlavní uliční průčelí na nízké podezdívce má asymetricky prolomený pravoúhlý vchod v nízkém rizalitu po jeho stranách jsou vlevo tři okenní osy a vpravo dvě osy. Vchod má kamenné ostění a pravoúhlý nadsvětlík. Členění je završeno vrcholovou profilovanou římsou. Budova fary je zakončena valbovou střechou krytou plechem. 

### Interiér
Zadní trakt je dělený chodbou s obytnými místnostmi po stranách, které mají výsečové klenby se štukovými ornamenty ve vrcholech. V zadní místnosti je zaklenutí opatřené štukovými profily, které představuje gotické žebrování. Přední část ve směru ke kostelu má segmentové klenby s výsečemi.